# Ravenous (österreichische Band)
Ravenous ist eine österreichische Thrash-Metal-Band aus Wien, die 1988 gegründet wurde, sich 1994 auflöste und seit 2014 wieder aktiv ist.

## Geschichte
Die Band wurde 1988 gegründet und bestand aus dem Bassisten Franz aka Frank, dem Sänger und Gitarristen Jochen „Jo“ Kugelbauer und dem Schlagzeuger Markus aka Marcus. 1990 gewann die Band beim internationalen Metal Battle. Im folgenden Jahr wechselte Frank zur E-Gitarre, woraufhin Erwin aka Erik als neuer Bassist hinzukam. Im selben Jahr erschien über Aaarrg Records das Debütalbum Book of Covetous Souls, das von Ralph Hubert produziert wurde. Danach verließ Franz im selben Jahr die Gruppe und wurde durch den Gitarristen Reinhard aka Adi ersetzt. 1994 löste sich die Band auf. Seit 2014 ist die Band wieder aktiv und besteht neben Kugelbauer und Markus aus dem Gitarristen Joe und dem Bassisten Mex. 2015 erschien eine neu gemasterte Version des Albums Book of Covetous Souls, mit vier zusätzlichen Liedern.

## Stil
Laut classicthrash.com unterscheidet sich der Thrash Metal von Ravenous kaum von dem anderer europäischer Bands. Die Lieder des Albums seien dynamisch, jedoch wenig einprägsam und unoriginell. thethrashmetalguide.com befand, dass die Gruppe Thrash Metal mit technisch leicht anspruchsvollen Riffs spielt, der schnell und energiegeladen sei. Der Gesang sei tief und rau und näher am Death- als am Thrash-Metal dran. Insgesamt erinnere die Musik des Albums durch die Aggressivität und die Riffs an Mandators Perfect Progeny.

## Diskografie
- 1991: Book of Covetous Souls (Album, Aaarrg Records)